# Atmaca
ATMACA (Accipiter) je protubrodska krstareća raketa za sve vremenske prilike, dugog dometa, za precizne udare, koju je razvio turski proizvođač projektila ROKETSAN. Atmaca će ući u službu turske mornarice kako bi postupno zamijenila postojeći inventar projektila Harpoon u zemlji.

## Razvoj
Program je pokrenut 2009. godine kada je turski podtajnik za obrambenu industriju (SSM) potpisao ugovor s Roketsanom za projektiranje krstareće rakete zemlja-zemlja za potrebe turskih pomorskih snaga. Glavni izvođač, Roketsan, započeo je projektne studije u rujnu 2012., nakon što je primio rezultate prethodnog ugovora o istraživanju i razvoju s turskim podtajnikom za obrambenu industriju pod koordinacijom zapovjedništva mornaričkog istraživačkog centra (ARMERKOM). Projektil je planiran da bude razvijen za više platformi, sposoban za lansiranje ne samo s ratnih brodova, već i iz podmornica, zrakoplova, obalnih baterija, uključujući operacije kopnenih napada. 

## Dizajn
Projektil koristi sustav globalnog pozicioniranja (GPS), inercijski navigacijski sustav, barometarski visinomjer i radarski visinomjer za navigaciju prema svom cilju, dok njegov aktivni radarski tragač precizno pokazuje cilj. S dometom većim od 220 kilometara, ova navođena raketa predstavlja veliku prijetnju ciljevima koji se nalaze izvan vidnog polja zbog svoje visokoeksplozivne fragmentacijske bojeve glave. Njegova moderna podatkovna veza pruža ATMACA-i mogućnost 3D planiranja misije, ažuriranja ciljeva, ponovnog napada i prekida misije.

## Operatrri
- Turska

### Moguća prodaja
- Alžir

## Specifikacije
- Masa: 750 kg
- Duljina: 4800 - 5200 mm
- Promjer: 350 mm
- Efektivni domet > 220 km
- Bojeva glava: Visoko eksplozivna prodorna bojeva glava
- Masa bojeve glave: 220 kg (Protubrodska varijanta), 250 kg (KARA Atmaca)
- Motor: Safran Microturbo TRI-40 / Kale KTJ-3200
- Raspon krila: 1,4 m
- Najveća brzina: 0,85-0,90 Mach